# Volkshooggerechtshof van China

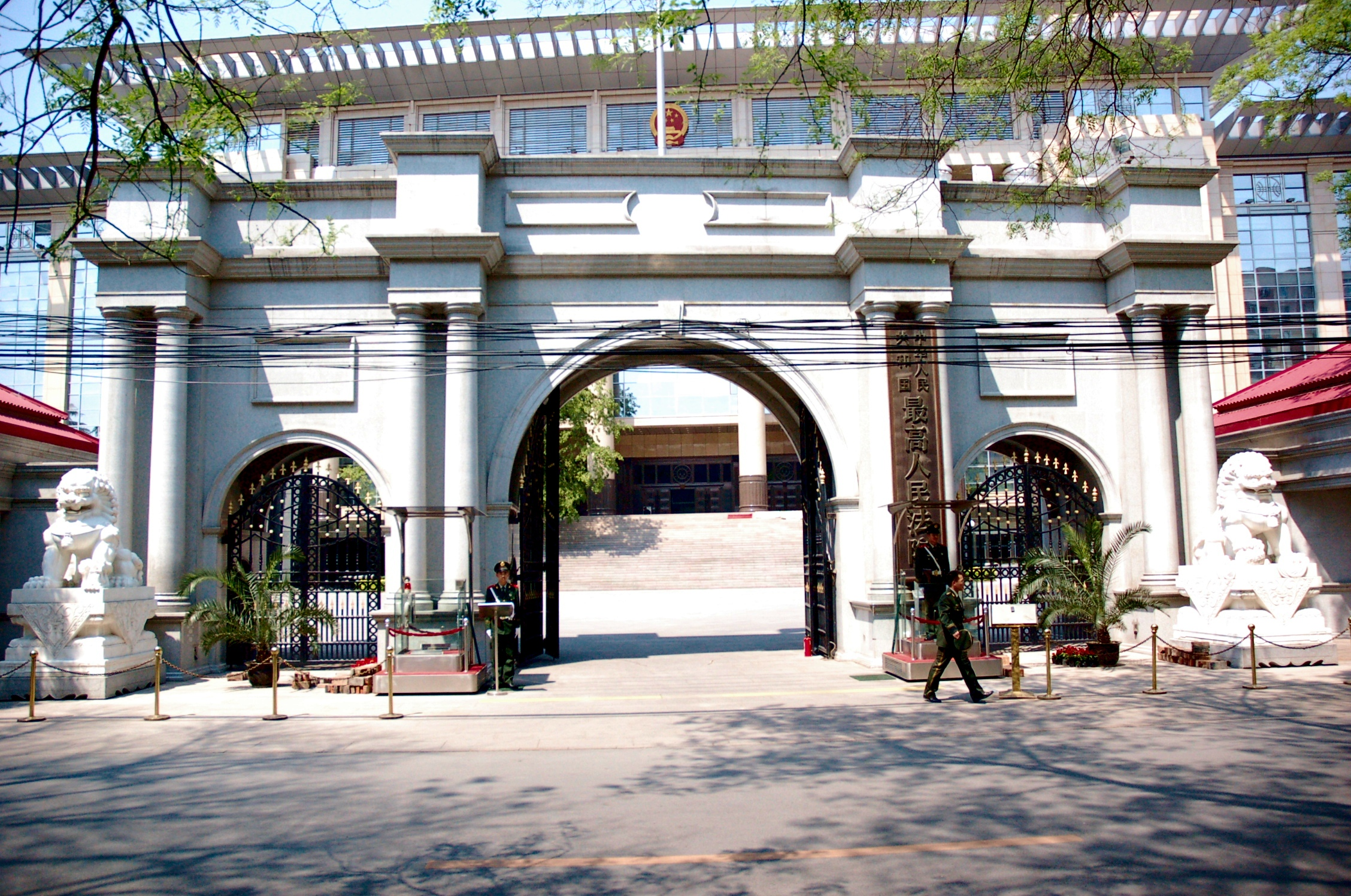
De hoofdingang van het Volkshooggerechtshof in Peking

Het Volkshooggerechtshof of Opperste Volksgerechtshof (中华人民共和国最高人民法院) is het hoogste gerechtshof van het vasteland van de Volksrepubliek China (Hongkong en Macau hebben als Speciale Bestuurlijke Regio's hun eigen hooggerechtshof).
Het gerechtshof bestaat uit 340 rechters die in kleinere tribunalen bijeenkomen om zaken te beoordelen. Het gerechtelijk proces bestaat uit twee hoorzittingen op vier niveaus.
Sinds 15 maart 2013 is Zhou Qiang (周强) de president en opperrechter van het Volkshooggerechtshof.